# Entrx
Entrx 코포레이션(Entrx Corporation)은 미국 미니애폴리스에 본사를 둔 단열 시공 및 석면 제거 기업이다. 2001년까지는 메탈클래드 코포레이션(Metalclad Corporation)이라는 이름으로 영업해왔으나, 이후 미국 내 환경 관련 사업과 멕시코 내 폐기물 처리 사업에서 철수하면서 현재의 이름으로 개명하였다. 매우 작은 규모의 중소기업에 불과하지만, 투자자-국가 소송의 대표 사례로 꼽히는 메탈클래드 대 멕시코 연방 정부 사건으로 널리 알려져 있다.

## 역사
전신인 메탈클래드는 1933년에 미국 캘리포니아주 남부 토렌스 시에서 메탈클래드 단열 회사(Metalclad Insulation Company)로 출발하였다. 주로 미국 서부 해안 지역을 중심으로 산업용 및 상업용 시설 내 배관, 환기구, 용광로, 보일러 등의 고온 및 저온 단열 처리 공사를 해오던 기업이었다. 1947년, 애리조나주 주식회사로 등록하면서 회사 이름도 메탈클래드 단열 코포레이션(Metalclad Insulation Corporation, 이하 "MIC")으로 바뀌었다.
1991년, 메탈클래드는 사업 다각화 전략의 일환으로 멕시코에서 산업폐기물 처리 사업에 진출하기로 결정하였다. 당시 개방과 함께 급격한 산업화가 이뤄지고 있던 멕시코는 느슨한 환경 규제 속에서 산업 폐기물의 무분별한 처리가 문제가 되고 있었다. 메탈클래드는 멕시코 내에서 폐기물의 수집에서 처리에 이르는 영역을 수직 통합하여 현대적으로 처리하는 사업을 운영할 계획이었다. 이를 위해 1990년대 초에 멕시코 현지 기업 Ecosistemas del Potosi, S.A. de C.V. (이하 "ECOPSA"), Consultoria Ambiental Total, S.A. de C.V. (이하 "CATSA"), Confinamiento Tecnico de Residues Industriales, S.A. de C.V. (이하 "COTERIN") 3사를 인수하여 자회사화하였다.
또한 미국 내에서도 환경 관련 사업을 확장하여 유타주에 에코-메탈클래드(Eco-Metalclad), 캘리포니아주에 메탈클래드 환경(Metalclad Environmental Contractors)을 설립하였다. 1993년 11월 24일에는 기존의 MIC와 함께 3사를 100% 자회사로 하는 메탈클래드 코포레이션을 델라웨어주 주식회사로 등록하였다.
그러나 1995년에 완공된 과달카사르 군의 유독성 폐기물 매립장이 해당 지역 정부와 주민의 강력한 반발로 영업을 개시하지 못하면서 멕시코 내 사업에 큰 위기를 맞게 되었다. 이어 1997년에는 산루이스포토시주 정부가 해당 부지를 생태보전지역으로 지정하여 폐기물 매립장 영업이 영구히 불가능하게 되었다. 2001년 메탈클래드는 총 1,600만 2천 달러를 배상 받고 멕시코 내 3개 자회사의 자산 소유권 대부분을 멕시코 연방 정부에 이전하면서 멕시코 내 사업에서 철수하였다.
동시에 미국 내 환경 관련 사업에서도 전부 철수하여 현재는 단열 처리 사업에 집중하고 있다.

## 메탈클래드 대 멕시코 연방 정부 사건
메탈클래드는 1993년에 멕시코 현지 폐기물 관리 업체인 COTERIN을 인수하고, COTERIN 측이 소유한 산루이스포토시주 과달카사르 군의 폐기물 처리장 부지에 유독성 폐기물 매립장을 건설하려고 하였다. 메탈클래드는 인수 조건으로 이 매립장의 건설 및 운영 허가에 대한 확약을 요구하였다. 이에 대해 멕시코 연방 정부 고위 관리들은 COTERIN 측이 이미 연방 정부와 주 정부로부터 받은 인가 조치만으로도 건설 및 운영에 아무런 지장이 없으며, 과달카사르 군 정부는 매립장 건설을 거부할 권한이 없다고 보장하였다. 메탈클래드는 이러한 보장과 연방 정부의 추가 행정조치를 근거로 COTERIN 인수 계약을 완료하였으며, 1995년 3월에 해당 매립장 시설을 완공하였다.
그러나 메탈클래드의 인수 및 매립장 완공 이전부터 COTERIN은 불법으로 대량의 유독성 폐기물을 적치해왔으며, 이로 인해 상수원이 오염되면서 피해가 불거지자 해당 주민들은 매립장 운영에 거세게 반발해왔다. 과달카사르 군 정부 역시 연방 정부의 결정에 반해 메탈클래드의 건축 허가 승인을 약 1년간 지연시키다가 1995년 12월에 최종 반려 처분을 내렸다. 논란이 더욱 거세지자 산루이스포토시주도 1997년 9월에 매립장 부지를 생태보전지역으로 편입시켜 매립장 용도의 이용을 영구히 봉쇄하였다.
메탈클래드는 이미 완공된 매립장 시설의 이용이 불가능해짐에 따라, 북미자유무역협정에 규정된 ISDS 조항에 따라 멕시코 연방 정부에 손해배상 청구 소송을 제기하였다. 이 재판은 국제투자분쟁해결센터(ICSID) 중재재판부의 중재 절차와, 캐나다 브리티시컬럼비아주 대법원의 재심의를 거치며 국제적인 논란에 휩싸였다. 그 결과 2001년 10월, 멕시코 연방 정부는 메탈클래드 측에 총 1,600만 2천 달러를 지불하고, 폐기물 매립장을 포함한 메탈클래드의 멕시코 자회사 3사의 자산 대부분을 인수하기로 합의하였다.

## 기타 정보
메탈클래드 대 멕시코 연방 정부 사건이 투자자 국가 분쟁 해결 제도(ISDS)의 대표 사례로 널리 알려지면서, 메탈클래드가 유독성 폐기물을 전문적으로 처리하는 미국의 거대기업으로 인식되기도 했다. 그러나 실제로는 멕시코 연방 정부를 상대로 소송을 제기한 1997 회계년도 기준으로 전체 매출액은 1,189만 달러였으며, 종업원도 미국 내 전일제 10명, 시간제 100여 명, 멕시코 내 전일제 165명에 불과한 중소기업이었다.

## 같이 보기
- 메탈클래드 대 멕시코 연방 정부 사건
- 북미자유무역협정
- 한미자유무역협정
- 투자자 국가 분쟁 해결 제도

## 참고 문헌
1. ↑  Hoover's. “Entrx Corporation: Company Overview”.
2. 1 2  Metalclad Corporation (2001년 7월 19일). “Metalclad Corporation Annual Report 2001 (Form 10-K)”.
3. ↑  국제투자분쟁해결센터의 배상 판정문 보관됨 2009-11-28 - 웨이백 머신 (2000년 8월 30일)
4. ↑  캐나다 브리티시컬럼비아 주 대법원의 판결문 (2001년 5월 2일)
5. ↑  Metalclad Corporation (1998년 4월 16일). “Metalclad Corporation Annual Report 1997 (Form 10-K)”.